# Tlapaneeks
Het Tlapaneeks (Tlapaneeks: Me'phaa) is een taal uit de Oto-Manguetaalfamilie. Het Tlapaneeks wordt gesproken door de Tlapaneken, die in het zuiden van Mexico leven. De taal heeft 98.573 sprekers.

## Classificatie
Het Tlapaneeks gold lange tijd als isolaat. In 1925 toonde Edward Sapir een verwantschap met het uitgestorven Subtiaba uit Nicaragua aan en deelde beide talen in bij de omstreden Hokantaalfamilie. Nader onderzoek van Jorge Suárez in de jaren 70 wees echter uit dat Tlapaneeks en Subtiaba deel uitmaken van de Oto-Manguetalen, hoewel het de meest divergente van die groep zijn.
Het Tlapaneeks wordt ingedeeld in vier variëteiten, die onderling niet altijd even goed verstaanbaar zijn.

## Kenmerken
Zoals alle Oto-Manguetalen is het Tlapaneeks een toontaal en komen er veel dubbele medeklinkers in voor. De taal is opmerkelijk omdat het de enige taal ter wereld is die de pegatief kent, een verzwakte variant van de datief die de agent van transitieve werkwoorden aangeeft wanneer deze een zwak effect heeft op het object.